# Isola Klin
L'isola Klin (in russo Остров Клин, ostrov Klin, in italiano "isola cuneo") è un'isola russa che fa parte dell'arcipelago di Severnaja Zemlja ed è bagnata dal mare di Laptev.
Amministrativamente fa parte del distretto di Tajmyr del Territorio di Krasnojarsk, nel Circondario federale della Siberia.

## Geografia
L'isola è situata lungo la parte settentrionale dell'isola Bolscevica, a circa 400 m dalla costa. Si trova nella parte nord-orientale del golfo di Achmatov (залив Ахматова, zaliv Achmatova), a sud-ovest di capo Dal'nij (мыс Дальний, mys Dal'nij).
L'isola è allungata e si sviluppa in direzione nord-sud con una lunghezza che di poco superiore a 1 km. Non ci sono rilievi significativi; le coste sono piatte e lisce.

## Isole adiacenti
- Isole Vstrečnye (oстрова Встречные, ostrova Vstrečnye), a nord.
- Isola Nizkij (остров Низкий, ostrov Nizkij), a nord-est.
- Isola Ostryj (остров Острый, ostrov Ostryj), a nord.